# Тит Аний Луск (посланик)
Вижте пояснителната страница за други личности с името Тит Аний Луск.
Тит Аний Луск (на латински: Titus Annius Luscus) e военен на Римската република през 2 век пр.пр.н.е.
Произлиза от фамилията Ании и е син на генерал Тит Аний, който през 218 г. пр. Хр. се бие против боиите. Вероятно е баща на Тит Аний Луск (консул 153 г. пр. Хр.).
През 172 г. пр. Хр. в Рим пристига Евмен II, царят на Пергамон, за да се оплаче пред сената от македонския цар Персей.
Тогава Луск е изпратен заедно с Цепион и Центон с изискванията на Рим при последния македонски цар Персей, който ги пъди от държавата. Така започва третата македонска война.
През 169 г. пр. Хр. Луск е триумвир за основаването колония Аквилея на територията на венетите.